# Shanghai Masters
Shanghai Masters er en professionel tennisturnering, som hvert år i oktober afvikles på hardcourt-baner i Qizhong Forest Sports City Arena i Shanghai, Folkerepublikken Kina.
Turneringen er (pr. 2024) kategoriseret som en ATP Masters 1000-turnering på mændenes ATP Tour, og den afvikles som den ottende og næstsidste turnering i løbet af sæsonen i den kategori. Det er den eneste turnering i kategorien ATP Masters 1000, der ikke bliver spillet i Europa eller Nordamerika.
De første fem år (2009-13) blev turneringen af spillerne valgt som årets turnering på ATP World Tour i kategorien ATP World Tour Masters 1000.

## Historie
I 1996 blev en professionel tennisturnering for første gang afholdt i Folkerepublikken Kinas største by, Shanghai. Den første udgave af Shanghai Open, der var placeret i ATP Tour'ens laveste kategori, ATP International Series, blev vundet af Andrej Olkhovskij, der i finalen vandt over Mark Knowles. I 2002 blev det sæsonafsluttende mesterskab, Tennis Masters Cup, afholdt i Shanghai, hvilket blev så stor en succes, at den daværende verdensetter, Lleyton Hewitt, foreslog ATP at tildele Shanghai værtskabet for mesterskabet fra 2005 til 2007.
Mens Shanghai Open blev afholdt yderligere to år i 2003 og 2004 i Shanghai New International Expo Center, opført til Tennis Masters Cup 2002, blev et nyt anlæg, Qizhong Forest Sports City Arena, bygget for at kunne være vært for ATP-slutspillet fra og med 2005. I 2006 forlængede ATP den treårige aftale med et fjerde år. I de fire år på Qizhong-anlægget nåede Roger Federer tre finaler, hvoraf han tabte den første i 2005 til David Nalbandian, inden han vandt de næste to i 2006 og 2007, mens Novak Djokovic vandt titlen i 2008.
I marts 2007 offentliggjorde ATP, at man i forbindelse med tourens kommende rebranding i 2009 ville etablere en ATP World Tour Masters 1000-turnering, der skulle afholdes på Qizhong-anlægget i Shanghai. Shanghai-turneringen overtog den termin i oktober, der tidligere var besat af indendørsturneringen Mutua Madrileña Masters Madrid. Samtidig oprettede grusturneringen Mutua Madrileña Madrid Open, der overtog German Opens forårstermin, mens den tyske turnering blev nedgraderet og flyttet til juli. Tennis Masters Cup blev til ATP World Tour Finals og flyttede til The O2 Arena i London.
Shanghai ATP World Tour Masters 1000 blev etableret for at opfylde ATP World Tour og Kinas tennisforbunds ønske om at udvikle markedet for tennis i Folkerepublikken Kina og i resten af Asien. Som følge af en sponsoraftale blev turneringen i 2010 opdøbet til Shanghai Rolex Masters.
Turneringen blev formelt præsenteret på en pressekonference den 13. november 2008 under Tennis Masters Cup, hvor flere detaljer om turneringen, herunder antallet af spillere, underlaget, og opførelsen af yderligere baner blev annonceret, samtidig med at den schweiziske urproducent Rolex blev afsløret som hovedsponsor.

### Præmier
| År   | Præmiesum   |
| ---- | ----------- |
| 2009 | $ 3.240.000 |
| 2010 | $ 3.240.000 |
| 2011 | $ 3.240.000 |
| 2012 | $ 3.531.600 |
| 2013 | $ 3.849.445 |
| 2014 | $ 4.195.895 |
| 2015 | $ 4.783.320 |
| 2016 | $ 5.452.985 |
| 2017 | $ 5.924.890 |
| 2018 | $ 7.086.700 |
| 2019 | $ 7.473.620 |
| 2023 | $ 8.800.000 |
| 2024 | $ 8.995.555 |

### Tilskuertal
Tekst mangler, hjælp os med at skrive teksten

## Vindere og finalister

### Herresingle
| År      | Vinder                         | Finalist                       | Finaleresultat                 |
| ------- | ------------------------------ | ------------------------------ | ------------------------------ |
| 2009    | Nikolaj Davydenko (1)          | Rafael Nadal                   | 7–6(3), 6–3                    |
| 2010    | Andy Murray (1)                | Roger Federer                  | 6–3, 6–2                       |
| 2011    | Andy Murray (2)                | David Ferrer                   | 7–5, 6–4                       |
| 2012    | Novak Djokovic (1)             | Andy Murray                    | 5–7, 7–6(11), 6–3              |
| 2013    | Novak Djokovic (2)             | Juan Martín del Potro          | 6–1, 3–6, 7–6(3)               |
| 2014    | Roger Federer (1)              | Gilles Simon                   | 7–6(6), 7–6(2)                 |
| 2015    | Novak Djokovic (3)             | Jo-Wilfried Tsonga             | 6–2, 6–4                       |
| 2016    | Andy Murray (3)                | Roberto Bautista Agut          | 7–6(1), 6–1                    |
| 2017    | Roger Federer (2)              | Rafael Nadal                   | 6–4, 6–3                       |
| 2018    | Novak Djokovic (4)             | Borna Ćorić                    | 6–3, 6–4                       |
| 2019    | Daniil Medvedev (1)            | Alexander Zverev               | 6–4, 6–1                       |
| 2020-22 | Aflyst pga. COVID-19-pandemien | Aflyst pga. COVID-19-pandemien | Aflyst pga. COVID-19-pandemien |
| 2023    | Hubert Hurkacz (1)             | Andrej Rubljov                 | 6–3, 3–6, 7–6(8)               |
| 2024    | Jannik Sinner (1)              | Novak Djokovic                 | 7–6(4), 6–3                    |

### Herredouble
| År      | Vindere                                     | Finalister                              | Finaleresultat                 |
| ------- | ------------------------------------------- | --------------------------------------- | ------------------------------ |
| 2009    | Julien Benneteau (1) Jo-Wilfried Tsonga (1) | Mariusz Fyrstenberg Marcin Matkowski    | 6–2, 6–4                       |
| 2010    | Jürgen Melzer (1) Leander Paes (1)          | Mariusz Fyrstenberg Marcin Matkowski    | 7–5, 4–6, [10–5]               |
| 2011    | Maks Mirnyj (1) Daniel Nestor (1)           | Michaël Llodra Nenad Zimonjić           | 3–6, 6–1, [12–10]              |
| 2012    | Leander Paes (2) Radek Štěpánek (1)         | Mahesh Bhupathi Rohan Bopanna           | 6–7(7), 6–3, [10–5]            |
| 2013    | Ivan Dodig (1) Marcelo Melo (1)             | David Marrero Fernando Verdasco         | 7–6(2), 6–7(6), [10–2]         |
| 2014    | Bob Bryan (1) Mike Bryan (1)                | Julien Benneteau Édouard Roger-Vasselin | 6–3, 7–6(3)                    |
| 2015    | Raven Klaasen (1) Marcelo Melo (2)          | Simone Bolelli Fabio Fognini            | 6–3, 6–3                       |
| 2016    | John Isner (1) Jack Sock (1)                | Henri Kontinen John Peers               | 6–4, 6–4                       |
| 2017    | Henri Kontinen (1) John Peers (1)           | Łukasz Kubot Marcelo Melo               | 6–4, 6–2                       |
| 2018    | Łukasz Kubot (1) Marcelo Melo (3)           | Jamie Murray Bruno Soares               | 6–4, 6–2                       |
| 2019    | Mate Pavić (1) Bruno Soares (1)             | Łukasz Kubot Marcelo Melo               | 6–4, 6–2                       |
| 2020-22 | Aflyst pga. COVID-19-pandemien              | Aflyst pga. COVID-19-pandemien          | Aflyst pga. COVID-19-pandemien |
| 2023    | Marcel Granollers (1) Horacio Zeballos (1)  | Rohan Bopanna Matthew Ebden             | 5–7, 6–2, [10–7]               |
| 2024    | Wesley Koolhof (1) Nikola Mektić (1)        | Máximo González Andrés Molteni          | 6–4, 6–4                       |